# Monopatí de carrer als Jocs Olímpics d'estiu de 2020
L'skateboarding als Jocs Olímpics de Tòquio 2020 es va realitzar al Parc Esportiu Urbà d'Ariake de Tòquio el 25 juliol i el 5 d'agost de 2021. En aquest esport nou en el programa olímpic, van ser disputades quatre proves diferents, dues masculines i dues femenines.

## Medallistes

### Masculí[3]
| Proves                | Or                                | Plata                                | Bronze                          |
| Carrer (25 de juliol) | Yuto Horigome · Japó · 37,18 pts. | Kelvin Hoefler · Brasil · 36,15 pts. | Jagger Eaton · EUA · 35,35 pts. |
| Parc (5 d'agost)      | Keegan Palmer · Austràlia · 95,83 | Pedro Barros · Brasil · 86,14        | Cory Juneau · EUA · 84,13       |

### Femení[4]
| Proves                | Or                                 | Plata                             | Bronze                            |
| Carrer (26 de juliol) | Momiji Nishiya · Japó · 15,26 pts. | Rayssa Leal · Brasil · 14,64 pts. | Funa Nakayama · Japó · 14,49 pts. |
| Parc (4 d'agost)      | Sakura Yosozumi · JPN · 60,09      | Kokona Hiraki · Japó · 59,04      | Sky Brown · Regne Unit · 56,47    |

## Medaller
| Posició | Estat        | Or | Argent | Bronze | Total |
| ------- | ------------ | -- | ------ | ------ | ----- |
| 1       | Japó         | 3  | 1      | 1      | 5     |
| 2       | Austràlia    | 1  | 0      | 0      | 1     |
| 3       | Brasil       | 0  | 3      | 0      | 3     |
| 4       | Estats Units | 0  | 0      | 2      | 2     |
| 5       | Regne Unit   | 0  | 0      | 1      | 1     |
|         | Total:       | 4  | 4      | 4      | 12    |